# South Algonquin
Pour les articles homonymes, voir Algonquin (homonymie).
South Algonquin est une municipalité de canton du district de Nipissing en Ontario au Canada,,,. Situé au sud du parc provincial Algonquin, le canton constitue la seule partie peuplée du district se trouvant au sud de la ligne de démarcation traditionnelle entre le nord et le sud de l'Ontario et est plus près du comté de Renfrew que des parties centrales du district de Nipissing. Sa population lors du recensement de 2016 est de 1 096 habitants.

## Localités
Les collectivités de Aylen Lake, Cross Lake, Gunters, Madawaska, McKenzie Lake,  Murchison, Opeongo, Wallace et Whitney se trouvent dans le canton,. Il comprend également les cantons géographiques d'Airy, Dickens, Lyell, Murchison et Sabine, à l'exception du coin nord-ouest du canton d'Airy qui fait partie du parc provincial Algonquin.  

## Attraits
Le parc provincial Rivière Opeongo et le parc provincial Rivière Upper Madawaska se trouvent à South Algonquin,.  